# Vladimír Páral

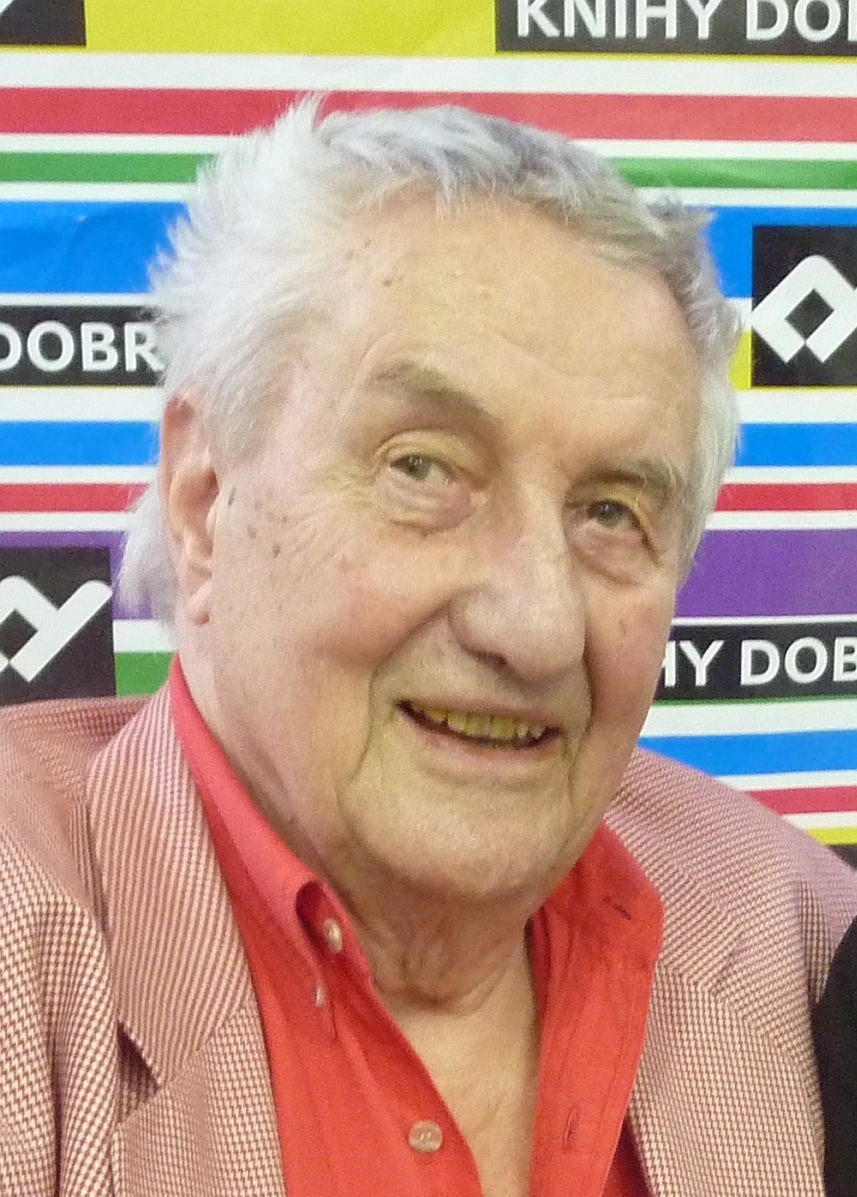
Vladimír Páral (2014)

Vladimír Páral (Pseudonym Jan Laban) (* 10. August 1932 in Prag) ist ein tschechischer Schriftsteller.
Das Spektrum seines Werkes reicht von der Satire bis hin zur Prosa unter dem Einfluss des kommunistischen Regimes.

## Leben
Geboren in Prag, verbrachte er seine Jugend in Brünn und besuchte hier das Realgymnasium. Anschließend studierte er Chemieingenieurwissenschaften in Pardubice und arbeitete bis 1967 als Ingenieur in Liberec sowie Ústí nad Labem. 1972 wechselte er als Verlagsredakteur zum Nordböhmischen Verlag in Aussig. 1977 unterschrieb er die Anticharta. Seit 1979 ist er freischaffender Schriftsteller. Ab 1995 lebt er abwechselnd in Mariánské Lázně und Prag.

## Werke
In Parals literarischem Schaffen lässt er einzelne Personen verschiedene Situationen durchleben und testet dabei ihre Reaktionen. Am besten beschrieben in der Novelle Die Messe der erfüllten Wünsche (Veletrh splněných přání). Sie gehört zum ersten Teil seiner schwarzen Pentalogie, einem Zyklus aus drei Novellen und zwei Romanen, die die Mechanisierung des Lebens und die Kommerzialisierung der Gesellschaft kritisieren.
Nach dem Roman Liebhaber und Mörder (Milenci a vrazi – 1969) wurde ihm seitens des Regimes bedeutet, dass seine Kritik an der kommunistischen Normalisierung nach dem Prager Frühling aus seinen Romanen verschwinden sollte. Er wechselte daraufhin seinen Stil und schreibt 1971 seinen idealisierenden, angepassten und schematischen Roman Professionelle Frau (Profesionální žena), eine Parodie auf verflachte Literatur mit farblosen, das System bejahenden Helden. Ähnlich auch sein 1973 erschienener Roman, welcher zu seiner Periode der „Weißen Pentalogie“ zählt Der Junge Mann und der weiße Wal (Mladý muž a bílá velryba), welches von der offiziellen Propaganda hoch gelobt wurde.
Nach seinem Buch Qual der Phantasie (Muka obraznosti), verlässt er die Realität und schreibt 1982 bis 1987 vier Sci-Fi-Romane Romeo und Julie 2300, Versuchung A-ZZ (Pokušení A-ZZ), Der Krieg mit dem Multitier (Válka s mnohozvířetem) und Welt der Frauen (Země žen). Diese Werke wie auch seine nachfolgenden Bücher Buch der Wonne, des Lachens und Freude (Kniha rozkoší, smíchu a radosti – 1993) und Playgirls I und II sind auf das breite Publikum ausgerichtet, zum Teil mit Sexualthemen, die unter dem kommunistischen Regime verboten waren. Einige seiner Werke wurden verfilmt und für das Theater bearbeitet.

### In deutscher Sprache publiziert
- Der Krieg mit dem Multitier – Berlin : Verlag Volk u. Welt, 1987, ISBN 3-353-00161-1
- Der private Wirbelsturm – Berlin : Buchclub 65, 1980
- Der junge Mann und der weiße Wal – Berlin : Buchclub 65, 1977
- Privates Gewitter – Frankfurt (am Main) : Fischer-Taschenbuch-Verlag, 1973, ISBN 3-436-01667-5
- Die Messe der erfüllten Wünsche – München : Hanser, 1966

### Erstlingswerk
- Šest pekelných nocí, 1962 – erschienen unter dem Pseudonym Jan Laban

### Schwarze Pentalogie
- Veletrh splněných přání, 1964
- Soukromá vichřice: Laboratorní zpráva ze života hmyzu, 1966
- Katapult: Jízdní řád železničních, lodních a leteckých drah do ráje, 1967
- Milenci a vrazi: Magazín ukájení před rokem 2000, 1969
- Profesionální žena: Román pro každého, 1971

### Weiße Pentalogie
- Mladý muž a bílá velryba: Malý chemický epos, 1973
- Radost až do rána: O křečcích a lidech, 1975
- Generální zázrak: Román naděje, 1977
- Muka obraznosti: Konfrontace snu a skutečnosti, 1980

### Sci-fi
- Romeo a Julie 2300, 1982
- Pokušení A-ZZ, 1982
- Válka s mnohozvířetem, 1983
- Země žen, 1987

### Weitere Werke
- Dekameron 2000 aneb Láska v Praze, 1990
- Kniha rozkoší, smíchu a radosti, 1992
- Playgirls 1 a 2, 1994
- Profesionální muž, 1995
- Tam za vodou, 1995

## Filmographie
Mehrere seiner Bücher wurden verfilmt. Páral beteiligte sich an einigen Verfilmungen.
- Soukromá vichřice (1967) auch Drehbuchautor und Schauspieler
- Radost až do rána (1978) auch Drehbuchautor
- Mladý muž a bílá velryba (1978)
- Katapult (1983)
- Muka obraznosti (1989)
- Playgirls 1. (1994) auch Drehbuchautor
- Playgirls 2. (1994) auch Drehbuchautor
- Milenci a vrazi (2004)